# Damien Inglis
Damien Inglis (Caienna, 20 maggio 1995) è un cestista francese, selezionato come 31ª scelta assoluta al Draft NBA 2014 dai Milwaukee Bucks.

## Carriera
Dopo tre anni nelle giovanili del Centre Fédéral, ha esordito da professionista con il Roanne nel 2013, disputando 27 partite in Pro A.
È stato selezionato dai Milwaukee Bucks al secondo giro del Draft NBA 2014 (31ª scelta assoluta).

## Palmarès
- Coppa di Francia: 1

Strasburgo: 2017-18
- Eurocup: 2

Monaco: 2020-21
Gran Canaria: 2022-23